# Rock (album)
Rock è una raccolta del cantautore italiano Vasco Rossi uscita nel 1997. Contiene riarrangiamenti di alcune canzoni di Vasco del periodo 1979-1981.
La raccolta in origine doveva contenere anche un inedito, La fine del millennio, che venne poi fatta uscire nel 1999 come singolo.
Alcune versioni delle canzoni verranno successivamente riproposte anche dal vivo nel tour del 1998 e 1999.

## Tracce
Testi e musiche di Vasco Rossi.
1. Valium 97 – 4:06
2. Sballi ravvicinati del 3º tipo – 4:04
3. Ieri ho sgozzato mio figlio – 3:13
4. Anima fragile – 4:04
5. Colpa d'Alfredo – 4:10
6. Incredibile romantica – 3:49
7. Dimentichiamoci questa città – 4:04
8. Brava – 3:53
9. Susanna – 2:42
10. Siamo solo noi – 4:10
11. Asilo "Republic" (New Demo) – 1:36
12. Alibi – 4:07

## Formazione
- Vasco Rossi - voce
- Davide Romani - basso
- Lele Melotti - batteria
- Andrea Braido - chitarra
- Stef Burns - chitarra
- Giacomo Giannotti - tastiera
- Antonella Pepe - cori
- Silvio Pozzoli - cori
- Paola Folli - cori
- Beppe Dettori - cori

## Classifiche

### Classifiche settimanali
| Classifica (1997) | Posizione massima |
| ----------------- | ----------------- |
| Italia            | 6                 |

### Classifiche di fine anno
| Classifica (1997) | Posizione |
| ----------------- | --------- |
| Italia            | 81        |